# 尋能第4小隊
《尋能第4小隊》是由腦高創作、爛貨習作繪製的臺灣漫畫作品。2021年8月29日搶先於官方臉書粉絲專頁上連載，實體書於2021年10月6日出版，電子書則於2021年11月28日上架。
2022年11月2日官方宣布《尋能第4小隊》將由腦高映像製作前導動畫。
其动画制作运用了【Xsens 穿戴式慣性動作捕捉系統】與【Manus VR 數據手套】等技术，且该技术在台灣地區由愛迪斯科技代理，改编3D 動畫名为《尋能第4小隊 The 4th Force》。最早是腦高撰寫動畫劇本，在創作初期決定以劇集的形式呈現故事跟世界觀。原本規劃12集每集23分鐘，預計2023春天放出。

## 故事簡介
西元2049年，世界各定的仿生機械群起侵略人類，人類所剩無幾，地球從此不再適合人類居住。2063年，人類暫居在衛星艦上，大家渴望移民到適合居住的新行星，然而融合產生加速動能的物質就存在於地球上的仿生機械內。為了到回地球取得物質，而有了新的職業「尋能戰士」。周予能與他的隊友踏上了成為尋能戰士的驚奇旅程，然而突如其來的謎樣女孩周弦，卻讓大家捲入了被判軍法重罪的危機……

## 登場角色

### 第4小隊
周予能
本作主角，26歲，訓練營第1名畢業，半年就升上第4小隊，為了能前往地球與周弦見面而努力練習。半年前測驗中，為了拯救周弦而無法升上正規軍。
周弦
23歲，前第4小隊成員，她於升上正規軍後前往地球，從此音訊全無，而被視為逃兵。
德隆飛索
32歲，十分擅長電腦，經常入侵電腦蒐集資料。在第4小隊待了3年遲遲未升上去。
小青
21歲，是團隊中年紀最小的一員，與飛索同一時期入伍。
欣心
星艦上最知名的機械專家之一，曾從第2小隊降階至第4小隊。

### 尋能最高總部
尋能總長
雖然是尋能最高總部的總長，但卻在背地裡策劃著不為人知的計畫。

### 第1小隊
周予光
周予能的哥哥，已經進入尋能名人堂。

## 漫畫
2021年8月29日搶先在官方臉書粉絲團上連載，2022年8月31日連載於beanfun!漫畫星，2022年9月8日連載於CCC創作集。
實體書於2021年10月9日由海穹文化發行。
| 卷數 | 副標題     | 發售日期      | ISBN               |
| ---- | ---------- | ------------- | ------------------ |
| 1    | 叛變的女孩 | 2021年10月6日 | ISBN 9789860667431 |

## 動畫
2022年11月2日官方宣布《尋能第4小隊》將由腦高映像製作前導動畫，內容以主角的哥哥周予光作為敘事主線。

### 製作人員
- 原作：腦高
- 導演：腦高
- 製片：陳維琳
- 場記：姚吉慧
- 選角：鹿凌
- UE製作：腦高
- 3D角色設計：林殷正、黃威迪
- 3D美術設計：蔡睿安、施和成
- 角色設定：爛貨習作
- 故事版分鏡：腦高
- 動畫特效：賴彥崴
- 動態捕捉修正：賀聖倫
- 片頭美術：劉安儒
- 片頭動態：江光健
- HUD動態：陳建銘
- 動畫製作：腦高映像